# Larsia sequoiaensis
Larsia sequoiaensis är en tvåvingeart som först beskrevs av James E. Sublette 1964.  Larsia sequoiaensis ingår i släktet Larsia och familjen fjädermyggor. Inga underarter finns listade i Catalogue of Life.